# Содеве
Содеве (груз. სოდევე) — село в Грузии, на территории Душетского муниципалитета края (мхаре) Мцхета-Мтианети.

## География
Село находится в северо-восточной части Грузии, на восточном склоне Алевского хребта, в долине реки Хандосхеви, на расстоянии приблизительно 24 километров (по прямой) к северо-северо-западу от города Душети, административного центра муниципалитета. Абсолютная высота — 1613 метров над уровнем моря.

## Население
По результатам официальной переписи населения 2014 года постоянное население в Содеве отсутствовало.
| Год  | Население, человек |
| ---- | ------------------ |
| 2002 | 7                  |
| 2014 | ↘ 0                |